# Игнатий (Ушаков)
Игнатий Ушаков (1731—1796) — архимандрит Московского Симонова монастыря Русской православной церкви.

## Биография
О детстве и мирской жизни Игнатия Ушакова сведений практически не сохранилось, да и прочие биографические сведения о нём очень скудны и отрывочны; известно что он родился в 1731 году, а монашеский постриг принял в 1764 году. 

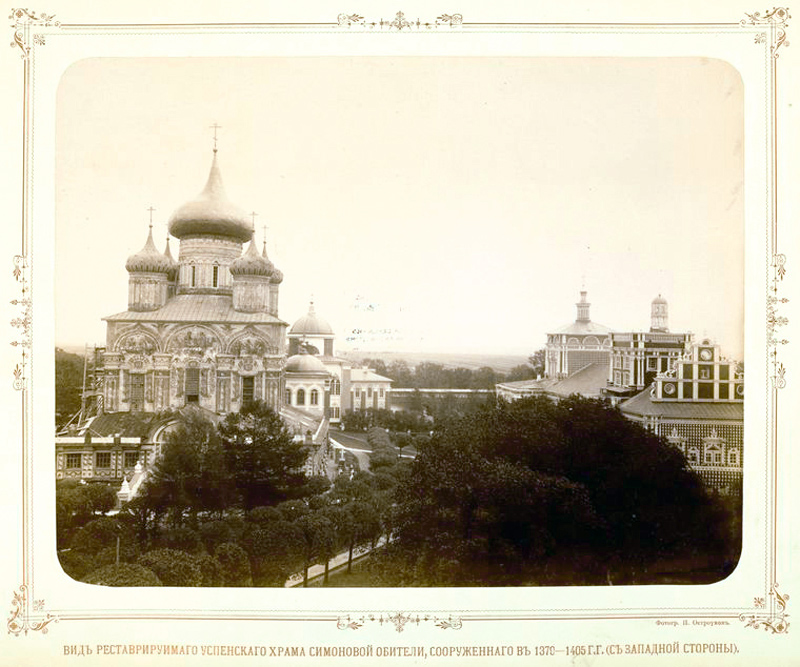
Симонов монастырь

С 1778 года Игнатий Ушаков был строителем Островной Свято-Введенской пустыни Санкт-Петербургской епархии РПЦ.
В 1781 году иеромонах Игнатий был назначен строителем Николо-Пешношского монастыря Московской епархии Русской православной церкви.
13 (24) марта 1788 года отец Игнатий был перемещён в Тихвинский Богородичный Успенский монастырь, с производством (9 мая 1788) в сан архимандрита как человек, «своею жизнью особенно способный поддерживать уважение к православному духовенству в местном раскольничьем населении». 
23 апреля (3 мая) 1795 года Игнатий Ушаков был назначен настоятелем в Симонов монастырь города Москвы.
Архимандрит Игнатий скончался 3 (14) августа 1796 года во вверенной ему обители.